# Eugrapta igniflua
Eugrapta igniflua är en fjärilsart som beskrevs av Alfred Ernest Wileman och South 1917. Eugrapta igniflua ingår i släktet Eugrapta och familjen nattflyn. Inga underarter finns listade i Catalogue of Life.